# Kameničko Podgorje
Kameničko Podgorje – wieś w Chorwacji, w żupanii varażdińskiej, w mieście Lepoglava. W 2011 roku liczyła 322 mieszkańców.